# بيركهولدرية مخادعة
بيركهولدرية مخادعة (الاسم العلمي:Burkholderia dolosa) هي نوع من البكتيريا تتبع جنس البيركهولدرية من فصيلة البيركهولدرات.